# Swett Creek
Der Swett Creek ist ein 12 Kilometer langer Bach im Garfield County im US-Bundesstaat Utah. Er entsteht durch den Zusammenfluss von Milk Creek und Gold Creek wenig östlich der Utah State Route 276 und mündet normalerweise in die Trachyte Bay im nördlichen Teil des Lake Powells. Bei tiefem Wasserstand des Stausees, wie aktuell (Stand: 2015), fließt sein Wasser jedoch dem Trachyte Creek zu. Der Bach entwässert den Südosthang des Mount Hillers sowie die nördlichen und östlichen Abhänge des Mount Holmes in den Henry Mountains.
Der Swett Creek verläuft in einem Slot Canyon und führt meistens kein Wasser, entwickelt sich aber bei schweren Regenfällen zu einem reißenden Fluss. Der obere Teil des Canyons besitzt mehrere Engstellen, während der untere Teil tiefer und mit Felsbrocken übersät ist. Jedoch ist er einfach zu erkunden, da keine Hindernisse den Weg versperren.
Bei der Einmündung des South Fork Swett Creek findet man außerdem das Hoskininni Monument, bestehend aus einem 137 Meter hohen Felsen mit dem Abbild von Hoskininni, einem Häuptling der Navajo-Indianer.